# Johann Georg Anton Geuther

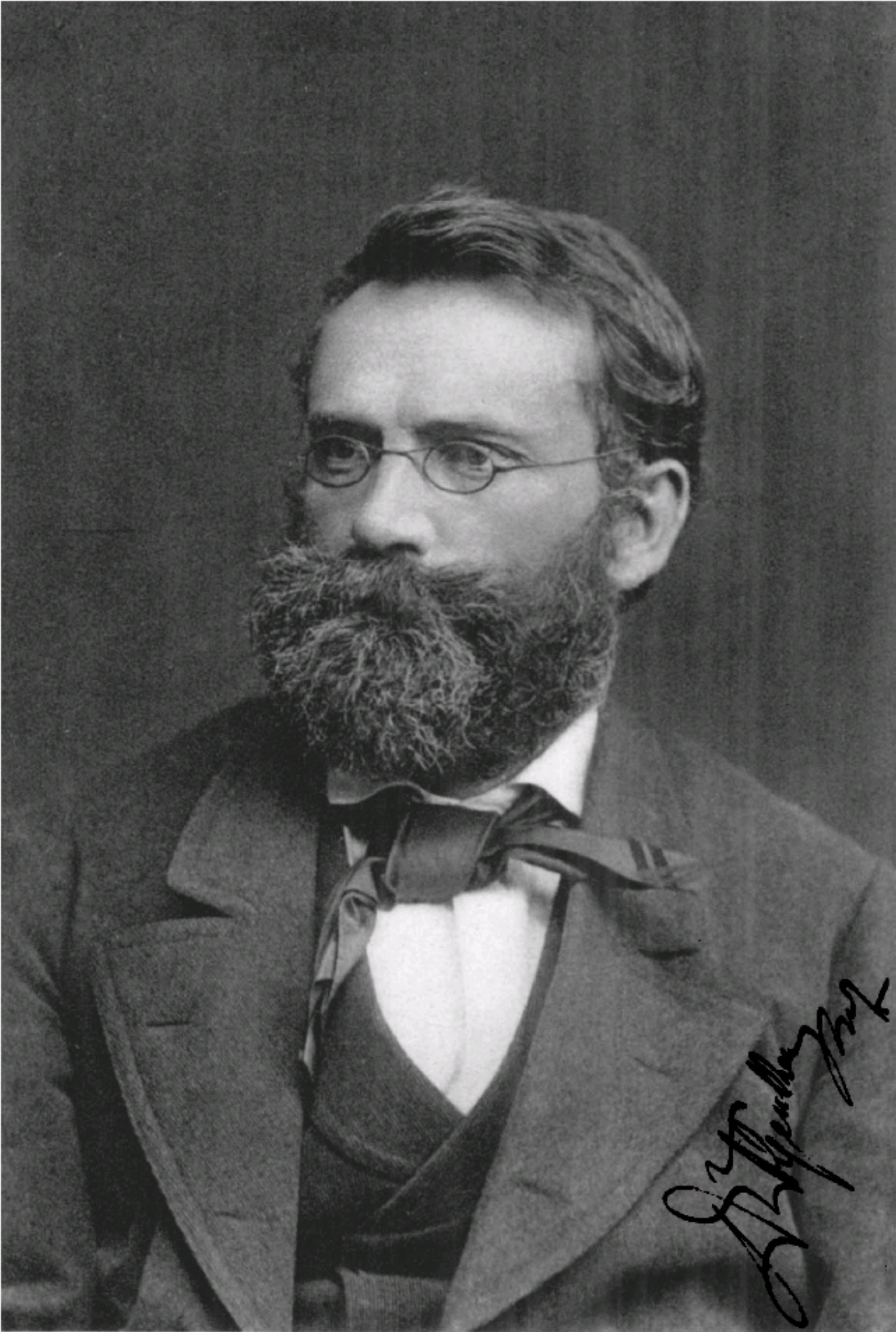
Johann Georg Anton Geuther

Johann Georg Anton Geuther (* 23. April 1833 in Neustadt bei Coburg; † 23. August 1889 in Jena) war ein deutscher Chemiker.

## Leben
Sein Vater, Christian Friedrich Geuther, war Webermeister, Bierbrauer und Landwirt und saß im Rat seiner Geburtsstadt. Johann Georg Anton Geuther sollte nach dem Wunsch des Elternhauses ebenfalls ein Weber werden und besuchte ab Ostern 1846 die Stadtschule seiner Geburtsstadt. Im Herbst 1846 wechselte er auf die Realschule in Saalfeld an der Saale. Nach dem Abitur an der Realschule 1. Ordnung in Coburg begann er Ostern 1852 mit dem Studium der Naturwissenschaften in Jena, wo Matthias Jacob Schleiden und Heinrich Wilhelm Ferdinand Wackenroder seine prägenden Lehrer wurden. Geuther wechselte im Sommersemester 1853 nach Göttingen zu Friedrich Wöhler und Wilhelm Weber und war im Wintersemester 1853/54 in Berlin. Nach Göttingen Ostern 1854 zurückgekehrt, promovierte er am 3. August 1855 mit einer Abhandlung Ueber das Torbane-Hill Mineral, wurde Assistent Wöhlers und habilitierte sich im Wintersemester 1857/58 mit der Arbeit Ueber die wahre Constitution gewisser Verbindungen von anscheinend anormaler Zusammensetzung als Privatdozent.
1862 wurde Geuther außerordentlicher Professor in Göttingen und am 27. April 1863 als ordentlicher Professor der Chemie an die Universität Jena berufen. Damit verbunden wurde er Direktor der chemischen Universitätslabore in Jena. Zudem beteiligte er sich an den organisatorischen Aufgaben der Salana. So war er einige Male Dekan der philosophischen Fakultät und wurde in den Sommersemestern 1865, 1874, 1884 Rektor der Alma Mater. 1873 erhielt er den Titel eines Hofrats von Sachsen-Weimar-Eisenach und 1878 den eines geheimen Hofrats. Zu seinen Schülern gehörten unter anderem Hermann Thoms, Hans Hübner, August Michaelis und Carl Duisberg. Sein literarisches Hauptwerk ist das Lehrbuch der Chemie.
Er widmete sich vor allem organischen Verbindungen. So forschte er zur Konstitution verschiedener Doppelbindungen und entdeckte die Reduktion von Nitrobenzol zu Anilin. Um 1856 gelang ihm die Abscheidung von Chrom aus Chromsäureelektrolyten. 1862 beschrieb er mit Friedrich Briegleb die Herstellung von Aluminiumnitrid und Magnesiumnitrid. 1863 entwickelte er eine Synthese von Acetessigester und stellte Nitrosamine dar. Um 1866 entwickelte er mit Johann Gustav Stickel eine besondere Methode zur Reinigung von Bleisiegeln. In seinem Lehrbuch der Chemie von 1870 entwickelte er eine eigene Valenzlehre. Er wurde Ehrenmitglied der Chemical Society in London. Am 24. November 1873 wurde Geuther zum Mitglied der Leopoldina gewählt, er erhielt 1888 den Verdienstorden für Kunst und Wissenschaft von Sachsen-Coburg-Gotha und wurde Mitglied der Akademie der Wissenschaften zu Göttingen (3. November 1860 Assessor, 7. Dezember 1867 Korrespondent und 9. Dezember 1882 auswärtiges Mitglied). Viele Aufsätze veröffentlichte er in Liebigs Annalen der Chemie und in der Jenaischen Zeitschrift für Naturwissenschaften.
Geuther hatte sich 1863 mit Amalie Agnes Sindram verheiratet. Aus der Ehe stammen ein Sohn und eine Tochter.